# Natalia Karamtshakova
Natalia Karamtshakova (Наталья Алексеевна Карамчакова), née le 7 mai 1975 est une lutteuse libre russe.

## Biographie
Natalia Karamtshakova est la sœur des lutteuses Inga, Tatiana, et Lidia.

## Palmarès en lutte

### Championnats du monde
- Médaille d'argent en moins de 51 kg en 2003 à New York, (États-Unis)

### Championnats d'Europe
- Médaille d'or en moins de 51 kg en 2003 à Riga, (Lettonie)
- Médaille de bronze en moins de 55 kg en 2004 à Haparanda, (Suède)